# Iucas
Iucas é um bairro nobre de classe alta de Teresópolis, cidade localizada no interior do estado do Rio de Janeiro.

## Demografia
De acordo com o Instituto Brasileiro de Geografia e Estatística (IBGE), sua população no ano de 2010 era de 864 habitantes, sendo 456 mulheres (52.8%) e 408 homens (47.2%), possuindo um total de 486 domicílios.